# دایکاسبرگ (کنتاکی)
دایکاسبرگ (به انگلیسی: Dycusburg) یک منطقهٔ مسکونی در ایالات متحده آمریکا است که در شهرستان کریتندن، کنتاکی واقع شده‌است. دایکاسبرگ ۰٫۱ کیلومتر مربع مساحت و ۲۶ نفر جمعیت دارد و ۱۱۴ متر بالاتر از سطح دریا واقع شده‌است.